# Новомаксимовский
Новомаксимовский — хутор в Суровикинском районе Волгоградской области России. Административный центр Новомаксимовского сельского поселения.
Расположен на берегу Цимлянского водохранилища. В хуторе находится железнодорожная станция Чир Приволжской железной дороги.

## История
Хутор был основан в 1905 году в связи со строительством железной дороги Царицын — Лихая. Хоть как хутору Новомаксимовский относительно мало лет, но существует 2 мнения о становлении хутора:
1 МНЕНИЕ 
На месте хутора Новомаксимовский было небольшое поселение с названием Чир (первые упоминания были ещё в 16 веке). Поселок Чирской первый раз упоминается в московской росписи городков 1593 г. И находился он в урочище «Остров», в лесном займище в месте слияния реки Чир с Доном.  Архивная копия от 31 мая 2012 на Wayback Machine
В дошедших до нас актах Российского государства казачье поселение Чир так же упоминается ещё в 1633 и 1637 годах.
До 1905 поселение носило название Чир и относилось к станицы Верхнечирской, после уже получило статус хутора и название Новомаксимовский.
Царское правительство в 1898 году решило проложить железную дорогу Царицын-Лихая. Строительство было поручено акционерному обществу Юго-Восточной железной дороги. «Царицынский вестник» сообщал 19 июня 1900 года «12 июня сего года открыта в коммерческую эксплуатацию Восточно-Донецкая линия Юго-Восточных железных дорог, с большим мостом через Дон у хутора Рычкова. Все станции и разъезды обустроены служебными и жилыми помещениями».
Изначально планировалось станцию построить в непосредственной близости от Верхне-Чирской, но тогдашний станичный атаман Иван Михайлович Максимов (подъесаул), поддержанный старожилами, категорически запретил данное строительство. Считалось, что железная дорога от сатаны. Поэтому станция была построена два километра западней в поселении Чир и станции дали одноименное название. Начальником станции Чир был Сырцилин Василий Михайлович, а начальником Чирской дистанции был Голоскевич Николай Иовл. Архивная копия от 31 мая 2012 на Wayback Machine
Казачье поселение Новомаксимовский (Чир) входило во Второй Донской округ (Область Войска Донского). Хутор Новомаксимовский (Чир) в XX веке стал правопреемником станицы Верхнечирской, ушедшей под воду Цимлянского водохранилища(1960). Также в Новомаксимовский (Чир) переселяются люди ушедших под воду хуторов: х. Рычков (частично), х. Демкина (частично), х. Максимов (частично), Ерицкий (полностью).Новомаксимовское сельское поселение
2 МНЕНИЕ
А ещё некоторые считают, что поселение Чира не было никогда. Что хутор Новомаксимовский это переселенцы из хутора Старомаксимовского и образован после 1905 года, когда открыли станцию Чир. А название Чир — это просто название станции.
Первоначально планировалась постройка станции Чир на месте хутора Старомаксимовского (в месте где сейчас мост через реку Лиску), но сход старшин станицы, населенной старообрядцами категорически воспротивился строительству станции железной дороги. Тогда было принято решение построить станцию в 4 километрах от станицы. Вокруг неё и возник хутор Новомаксимовский.
Перед гражданской войной хутор насчитывал 30 дворов. Жители занимались извозом, торговлей, кожевенным и сапожным производством.
В 1927 году на хуторе образовалась сельхозартель, а два года спустя был создан колхоз им. Жданова.